# Вить (озеро)
Вить (укр. Віть, Вить) — озеро (старица), расположенное на территории Новгород-Северского района, Черниговской области Украины. Площадь — 2,12 км². Тип общей минерализации — пресное. Происхождение — речное (пойменное). Группа гидрологического режима — сточное.

## География
Длина — 0,75 км. Ширина наибольшая — 0,05 км. Озеро используется для рыболовства. Озеро образовалось вследствие русловых процессов.
Озеро является расширенной частью русла реки Ветви (верховье реки Короп). Расположено на правом берегу Десны, частично в границах пгт Короп. Озерная котловина имеет извилистую (вытянутую узкую) форму. Берега пологие, крутые.
Водоём у берега зарастает прибрежной растительностью (тростник обыкновенный), а водное зеркало — водной (кувшинка белая, роголистник погружённый, кубышка жёлтая, виды рода рдест).
Питание: дождевое и грунтовое. Зимой замерзает.

## Охранный статус
27 апреля 1964 года водоём получил статус гидрологический памятник природы местного значения под названием Озеро «Вить» согласно Решению Черниговского облисполкома № 236. Также присутствует в Решениях Черниговского облисполкома 10.06.1972 года № 303, 27.12.1984 года № 454, 28.08.1989 года № 164. Находится в ведении Коропского поселкового совета.
Объект охраны — озеро с ценной ихтиофауной. Площадь памятника природы 12 га, ранее — 5 га.